# 磷酸锰钾
磷酸锰钾是一种无机化合物，化学式为KMnPO4。它的一水合物可由氯化锰和磷酸氢二钾在丙酮和水的混合物中于室温反应制得，无水物由一水合物在300 °C脱水得到。它的一水合物具有弱的铁磁性，其Neel温度为18.0(3) K。它可用作水氧化的电催化剂。